# Carlie Casey
Carlie Casey (n. 16 de octubre de 1990) es una actriz estadounidense conocida por estar en el Manual de supervivencia escolar de Ned como Missy Meany, en Big Time Rush como Mercedes Griffin, en 8 Simple Rules for Dating My Teenage Daughter como Katie Sharpe pero en 8 Simple Rules no era muy frecuente y se dio a conocer en el primero de estos programas.

## Missy Meany
Es el personaje que representa en el manual de supervivencia escolar de Ned.
Es la chica más popular de la escuela y según ella es la más hermosa, en la serie se nos plantea como un personaje muy presumido capaz de hacer acciones negativas disfrazadas de "ayuda", pero son usadas en su propio beneficio.
En la 3.ª temporada se ve interesada por Ned.

## Katie Sharpe
Era el personaje que ella presentaba en el programa 8 Simple Rules for Dating My Teenage Daughter.
Era un personaje secundario, era la hermana de Jenna Sharpe que era la hija del jefe de Paul y uno de los rivales de Bridget.
No era muy frecuente en la serie.

## Filmografía
| Películas | Películas                                           | Películas         | Películas                                     |
| Año       | Título                                              | Rol               | Notas                                         |
| --------- | --------------------------------------------------- | ----------------- | --------------------------------------------- |
| 1994      | Freddie Fish and the Case of the Missing Kelp Seeds | Voces adicionales | videojuego                                    |
| 2003      | 8 Simple Rules for Dating My Teenage Daughter       | Katie Sharpe      | Serie de TV, invitada 1 Episodio              |
| 2005—2007 | Manual de supervivencia escolar de Ned              | Missy Meany       | personaje secundario, Serie de TV Nickelodeon |
| 2010      | Big Time Rush                                       | Mercedes Griffin  | invitada, 2 episodios.                        |
| 2011      | Dr. House                                           | Cindy             | Serie de TV, invitada 1 Episodio              |
| 2012      | Like Father                                         | Rhonda            | Serie de TV, invitada                         |
| 2012      | Perception                                          | Christina Lake    | Serie de TV, invitada 1 Episodio              |
| 2012      | A Night In                                          | Annie             | corto, protagonista                           |
| 2013      | New Girl                                            | Kate              | estrella invitada 1 episodio, serie de TV FOX |